# ベリングポイント
ベリングポイント (BearingPoint) はオランダ・アムステルダム市に本社を置く、多国籍の経営・技術コンサルティングファームである。

## 概要
戦略立案からソリューション導入、運用サービスまでの一貫したコンサルティングサービスを提供。最盛期には世界60カ国以上の拠点をベースに60カ国以上において16000名を越えるコンサルタントを擁していた。
一方でグローバルベースではパブリックセクターに強みを持ち、各国政府や公的機関に関するプロジェクトが売上のおよそ40%を占めていた。近年ではイラクの税制整備やアフガニスタンの復興プロジェクトなどを手がけた。
「ベリングポイント」の社名は、航海用語を由来とし、「Bearing（舵取り）」と「Point（目標）」を表す。"Management & Technology Consultants"を標榜した。
2009年2月18日、米国内の業務において、財務状態の健全化を目指して日本の民事再生法に当たる連邦倒産法第11章の適用を申請した。
2009年3月24日、再建案が発表され、米国法人のパブリックセクター向けコンサルティング部門はデロイトによって、企業向けコンサルティング部門はプライスウォーターハウスクーパースによってそれぞれ買収されることが明らかになった。日本法人については、プライスウォーターハウスクーパースの日本におけるメンバーファームの１つであるPwCアドバイザリー株式会社と経営統合することになった。
現在はオランダを本拠地として主に欧州を中心としたコンサルティングサービスを行う会社として、BearingPoint (BearingPoint Europe Holdings B.V.が親会社)という社名で再出発している。欧州方面の強いコンサルティングサービス事業の基盤をそのまま継承した会社となっており、19か国に約4,600名の従業員がいるグローバルコンサルティングファームとして活動している。日本ではアビームコンサルティングと提携している。

## 歴史
ベリングポイントは、米国のエンロン事件で大手会計事務所アーサー・アンダーセンが崩壊した際に、KPMGコンサルティングがアーサー・アンダーセンのビジネスコンサルティング部門を吸収合併してできた企業。母体となった会計事務所KPMGの発足から数えると、100年以上の歴史を持つ。
そのため、コンサルティング・ファームの中では、会計事務所系コンサルティング・ファームに分類される。

### 年表
- 1897年　Marwick, Mitchell & Co.をNYに設立
- 1911年　William Peat & Co.と合併し、Peat Marwick Mitchell & Co.となる
- 1987年　PMI (Peat Marwick International) とヨーロッパのKMG (Klynveld Main Goerdeler) が合併し、KPMG誕生
- 2000年  KPMG ConsultingとしてKPMG LLPより正式に分離独立
- 2001年  米国KPMG ConsultingがNASDAQに上場
- 2002年　社名をBearingPoint,Inc.へ変更　ニューヨーク証券取引所へ上場
- 2007年　F.エドウィン.ハーバックがCEOに就任
- 2008年　NYSEから株式売買停止の勧告を受ける
- 2009年　連邦倒産法第11章の適用を申請

## 日本法人
ベリングポイント日本法人は、1997年にKPMGグローバルソリューションとして設立後、2000年に米国で会計事務所KPMGからコンサルティング部門が独立。KPMGコンサルティングInc.が設立されたことに伴い、同社の100%出資日本法人となる。その後2002年朝日アーサーアンダーセン株式会社と事業統合した。2009年5月に、破綻した米本社から独立し、プライスウォーターハウスクーパース(PwC)のメンバーファームとなる。社名をプライスウォーターハウスクーパースコンサルタント株式会社に変更。その後PwCコンサルティング合同会社に改組・合流し現在に至る。
現在のベリングポイント本社は、欧州を中心としたグローバルコンサルティングファームとして再出発しており、日本法人・日本事務所は存在しない。
日本及びアジア方面の活動はアビームコンサルティング株式会社と提携して進めている。

## 出身者
ベリングポイントは、退職することを”卒業する”という。同業界、異業種問わず、様々な人材を輩出している。
（以下2008年1月現在）
- 日立コンサルティング　代表取締役社長　ポール・与那嶺
- レイヤーズコンサルティング　代表取締役会長　秋田芳樹
- HMVジャパン　代表取締役社長　雨宮雄一
- エフィジェント 代表取締役社長 赤秀有為

## 主な出版物
- 『ハイリターンマネジャー』（東洋経済新報社）
- 『原価計算見直しの実務』（中央経済社）
- 『製品鮮度を高める5つの技術』（日刊工業新聞社）
- 『グローバルで成功するプロの仕事術』（祥伝社）
- 『内部統制と経営強化』（日刊工業新聞社）
- 『CMO　マーケティング最高責任者 (Chief Marketing Officer)』（ダイヤモンド社）
- 『トータルリスクマネジメント』（生産性出版社）
- 『経営管理情報マネジメント』（生産性出版社）
- 『減損会計マネジメント』（中央経済社）
- 『マーケティングROI』（ダイヤモンド社）
- 『内部統制マネジメント』（生産性出版社）
- 『将来予測重視の予算マネジメント』（中央経済社）
- 『バランス・スコアカード導入ハンドブック』（東洋経済新報社）
- 『新版 戦略経理マネジメント』（生産性出版）
- 『図解 ロジスティクスマネジメント』（東洋経済新報社）
- 『明日生まれる卵はいくつ？』（ダイヤモンド社）
- 『スピード決算マネジメント』（生産性出版）
- 『株主価値マネジメント』（生産性出版）
- 『ジャパニーズソリューション』（ダイヤモンド社）
- 『顧客感動主義 CRM完全達成シナリオ』（ダイヤモンド社）
- 『図解 コストマネジメント』（東洋経済新報社）
- 『Digital Transformation』（McGRAW-HILL）
- 『e-ビジネス』（ピアソン・エデュケーション）